# 城山 (鹿嶋市)
城山（しろやま）は、茨城県鹿嶋市にある地区名。旧鹿島郡宮中村の一部、旧鹿島郡鹿島町宮中の一部、旧鹿島郡鹿島町城山に相当する。現行行政地名は城山一丁目と城山二丁目、城山四丁目であり、城山三丁目は存在しない。鹿嶋区域に属する。郵便番号は314-0038。

## 地理
城山地区はJR鹿島神宮駅から少し南西寄りに位置し、同地区の周囲は北に緑ヶ丘、北東に宮下、南東に宮中、南に神野、西に大船津とそれぞれ接する。なお大船津の城山寄りは農業地帯が広がり、そこから西方先には鰐川が広がる。

## 歴史
- 1986年（昭和61年）10月1日 - 宮中の一部で住居表示が実施され、城山一丁目・城山二丁目・城山四丁目が成立した[4]。
- 1987年（昭和62年）11月6日 - 宮中の一部で住居表示が実施され、宮中（大字）の一部が城山二丁目に編入された[5]。

## 交通
- JR東日本鹿島線の鹿島神宮駅が北東隣の宮下に存在するため、城山地区からも近い。なお鹿島線は城山地区の北側（宮下地区との境）を少し通過している。
- 鹿嶋コミュニティバスが鹿島神宮駅を経由しながら城山地区の東側を走行している（茨城県道18号に沿って走る）。行先として大洗鹿島線の鹿島灘駅やチェリオ・ジャスコに向かう。
- 茨城県道242号鉾田鹿嶋線が城山地区内を東西に貫いている。茨城県道18号茨城鹿島線が城山地区と東隣の宮中地区との境に沿いながら南北に貫き、茨城県道242号と鹿島小前交差点で交差する。また国道51号が僅かながらだが城山地区の北西側（緑ヶ丘地区との境）を少し通過している。

## 施設
- 茨城県立鹿島高等学校・附属中学校
- 鹿嶋市立鹿島中学校
- 鹿嶋市立鹿島小学校
- 鹿島城山公園
- まつおかクリニック
- ダイソー＆アオヤマ100円プラザ茨城鹿嶋店
- 下生稲荷神社

## 世帯数と人口
2017年（平成29年）7月1日現在の世帯数と人口は以下の通りである。
| 丁目       | 世帯数  | 人口  |
| ---------- | ------- | ----- |
| 城山一丁目 | 24世帯  | 54人  |
| 城山二丁目 | 20世帯  | 38人  |
| 城山四丁目 | 119世帯 | 294人 |
| 計         | 163世帯 | 386人 |

## 小・中学校の学区
鹿嶋市教育委員会規則第一号「鹿嶋市児童生徒等の就学に関する規則」（令和5年3月15日施行）によれば、小・中学校の学区は以下の通りとなる。
| 町丁 | 番地 | 小学校             | 中学校             |
| ---- | ---- | ------------------ | ------------------ |
| 城山 | 全域 | 鹿嶋市立鹿島小学校 | 鹿嶋市立鹿島中学校 |